# 몬스터 월드 IV
《몬스터 월드 IV》(Monster World IV, モンスターワールドIV)는 세가가 발매한 액션 어드벤처 플랫폼 게임이다. 웨스톤 비트 엔터테인먼트가 마지막으로 개발한 《원더보이/몬스터 월드》 게임으로, 1994년 4월 1일 메가드라이브로 출시됐다.
이번 작품에서는 비선형 게임플레이가 간소화되고, 대신 동물친구 페페로그를 이용한 던전 탐험에 집중됐다. 또한 이슬람의 황금 시대의 영향을 받은 아라비안 판타지 세계로 무대를 옮겼다.
2007년 3월에 《세가 에이지스 2500》 시리즈로 발매된 합본에 수록됐다. 2012년에는 Wii 버추얼 콘솔, 엑스박스 라이브 아케이드 및 플레이스테이션 네트워크로 디지털 재발매됐다.

## 게임플레이
《원더보이 인 몬스터 월드》와는 달리 맵이 비선형 구조로 되어있지 않고, 대신 던전으로 가는 문을 개방해 스테이지를 진행하는 방식이 됐다. 이에 따라 마을 수가 하나로 줄어들었고 한번 클리어한 던전은 다시 방문할 수 없게 됐다.
전투 시스템은 전작과 비교했을 때 마법이 사라진 대신 근접무기의 비중이 커져서, 위아래로 무기를 휘두를 수 있게 됐다. 또한 아래 방향 버튼을 눌러 방패를 들어올릴 수 있다.

## 발매
《몬스터 월드 IV》는 일본에서 1994년 4월 1일 메가 드라이브로 출시됐으며, 동시대에 다른 기종으론 이식되지 않았다.
2012년 5월 22일, Wii 버추얼 콘솔, 엑스박스 라이브 아케이드 및 플레이스테이션 네트워크 디지털 플랫폼으로 재출시됐다. 이 버전에는 영어 번역판이 최초로 제작돼 수록됐다. 플레이스테이션 판의 경우 5월 30일 대한민국에 출시됐다.